# Keseberg (Attendorn)
Keseberg ist ein Ortsteil der Stadt Attendorn im Kreis Olpe (Nordrhein-Westfalen) und hat 25 Einwohner (Stand 30. Juni 2024).

## Geografie
Keseberg liegt nordwestlich des Kernortes Attendorn und östlich von Windhausen an der Plettenberger Straße (L 697).

## Geschichte
Erstmals wurde Keseberg im Jahre 1477 erwähnt, als ein Donies van Kesebergh als Zeuge in einer Kaufurkunde des Klosters Ewig genannt wurde. Der Ortsname kann als „Berg bei einer Talmulde“ gedeutet werden.
Politisch gehörte Keseberg zum Amt Waldenburg und im Gogericht und Kirchspiel Attendorn zur Bauerschaft Windhausen, der auch umliegende Orte wie Lichtringhausen, Biekhofen, Dahlhausen u. a. angehörten. Im Schatzungsregister von 1543 wird in der Winterhuißer Burschafft mit 21 Steuerpflichtigen ein Jacob Keesebergh mit einer Abgabe von einem Goldgulden genannt. Im Register von 1565 wurde Jacob zu Kesbergh mit 1½ Goldgulden besteuert.
Der große weitläufige Hof Keseberg gehörte der Stadt Attendorn, bewirtschaftet bis 1678 von Johann zu Keseberg, danach von dessen Sohn Nikolaus. Später gab es mehrere Bauerngüter; das größte mit einem alten Gutshaus gehörte in den 1920er Jahren Franz Keseberg.
Das Adressbuch von 1929 führt in Keseberg die Namen „Guntermann, Heller (4), Keseberg (9) und Rauterkus“ auf. Im Jahre 1936 gab es im Dorf 5 Wohnhäuser mit 6 Haushaltungen und 38 Einwohner. Das Adressbuch von 1956 führt die Namen „Bauch, Hartlapp, Heller (5), Hildebrandt, Keseberg (8), Luke, Pachutzki (3) und Rauterkus (2)“ auf. 1988 hatte der Ort 30 Einwohner.
Ab 1819 gehörte Keseberg im Amt Attendorn zur Gemeinde Attendorn-Land, bis diese 1969 in die Stadt Attendorn eingegliedert wurde.
Außer einigen abseits stehenden Wohnhäusern ist Keseberg auch heute noch durch landwirtschaftliche Betriebe geprägt.

## Religion, Vereine
Keseberg gehört zur Pfarrgemeinde St. Antonius im nahe gelegenen Windhausen. Dort findet auch das Vereinsleben statt.